# Liste von Burgen, Schlössern und Festungen im Département Loir-et-Cher
Die Liste von Burgen, Schlössern und Festungen im Département Loir-et-Cher listet bestehende und abgegangene Anlagen im Département Loir-et-Cher auf. Das Département zählt zur Region Centre-Val de Loire in Frankreich.

Wappen des Départements Loir-et-Cher (41)
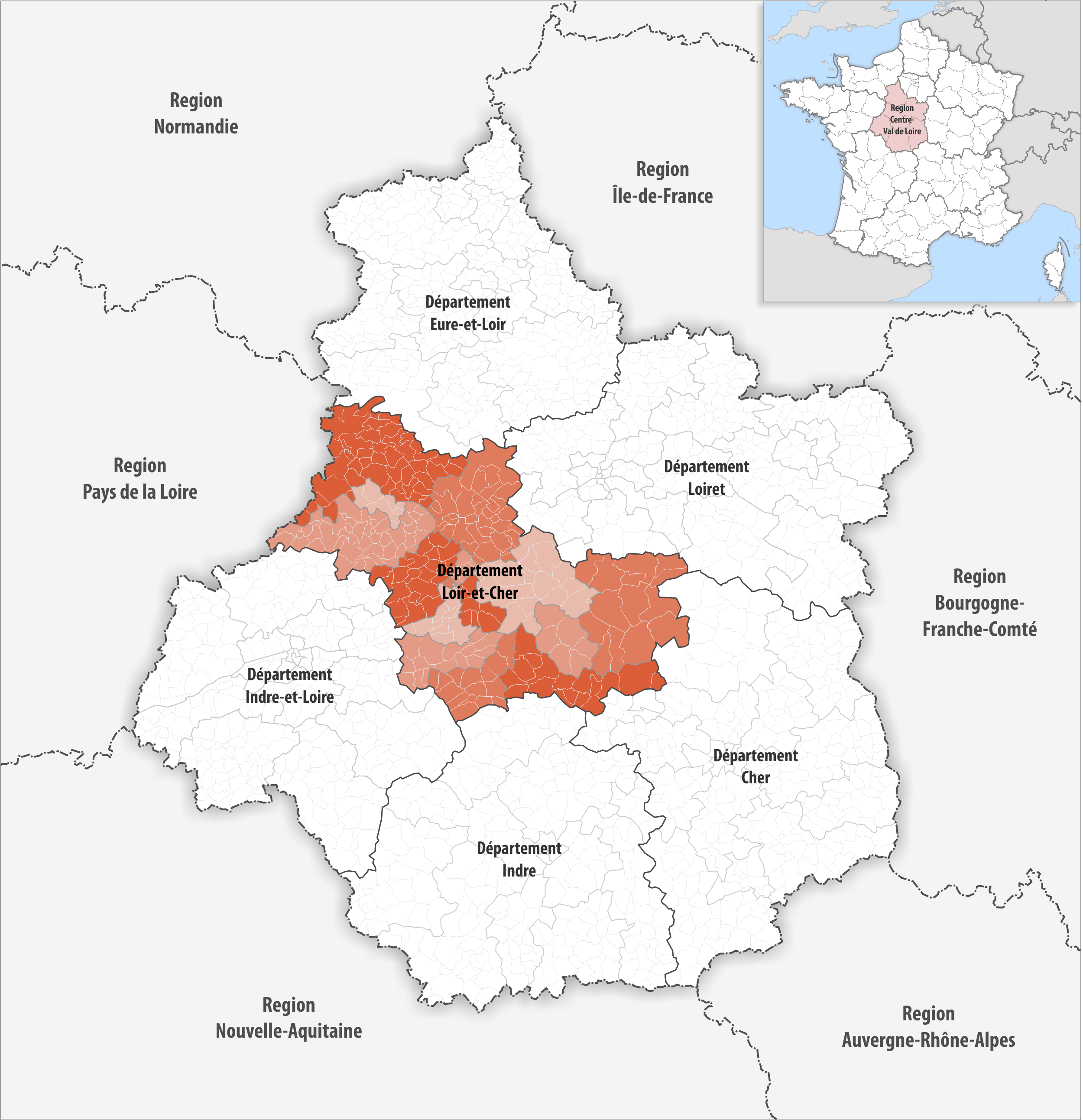
Lage des Départements Loir-et-Cher in der Region Centre-Val de Loire
Lage der Region Centre-Val de Loire in Frankreich

## Liste
Bestand am 9. Dezember 2022: 62
| Name deu / fra                                                        | Gemeinde / Lage                    | Typ (Untertyp) | Bemerkungen | Bild |
| --------------------------------------------------------------------- | ---------------------------------- | -------------- | --- | ---- |
| Schloss Amoy Trégy Château d'Amoy Trégy                               | Vouzon 47,627157° N, 2,014554° O   | Schloss        | Residenz der Familie von Saint-Pol |      |
| Schloss Avaray Château d'Avaray                                       | Avaray 47,720948° N, 1,56125° O    | Schloss        | Eines der wenigen Schlösser von Ludwig XIII. im Loiretal |      |
| Schloss Beaumont Château de Beaumont                                  | Mer 47,72449° N, 1,527238° O       | Schloss        | |      |
| Schloss Beauregard Château de Beauregard                              | Cellettes 47,53699° N, 1,384113° O | Schloss        | |      |
| Schloss Bel-Air Château de Bel-Air                                    | Saint-Ouen                         | Schloss        | |      |
| Schloss Blois Château de Blois                                        | Blois                              | Schloss        | Von 1498 bis 1589 Residenz der französischen Könige, vereint Bauwerke aus vier Epochen |      |
| Schloss Le Breuil Château du Breuil                                   | Cheverny                           | Schloss        | |      |
| Schloss Bury Château de Bury                                          | Molineuf                           | Schloss        | |      |
| Schloss Chalay Château de Chalay                                      | Montoire-sur-le-Loir               | Schloss        | |      |
| Schloss Chambord Château de Chambord                                  | Chambord                           | Schloss        | Nach Ideen Leonardo da Vincis wurde 1519 (in seinem Todesjahr) der Bau dieses Königsschlosses begonnen und in den nächsten 20 Jahren weitgehend vollendet. König Franz I. wohnte schließlich nur ein paar Wochen darin. Es gilt als das schönste der Loire-Schlösser. |      |
| Schloss Chantecaille Château de Chantecaille                          | Mer                                | Schloss        | |      |
| Schloss Chaumont Château de Chaumont-sur-Loire                        | Chaumont-sur-Loire                 | Schloss        | |      |
| Schloss La Chauvellerie Château de La Chauvellerie                    | Neung-sur-Beuvron                  | Schloss        | |      |
| Burg Chémery Château de Chémery                                       | Chémery                            | Burg           | |      |
| Schloss Le Chenays Château du Chenays                                 | Vouzon                             | Schloss        | |      |
| Schloss Cheverny Château de Cheverny                                  | Cheverny                           | Schloss        | |      |
| Schloss Chissay Château de Chissay                                    | Chissay-en-Touraine                | Schloss        | |      |
| Schloss Cour-sur-Loire Château de Cour-sur-Loire                      | Cour-sur-Loire                     | Schloss        | |      |
| Schloss Droué Château de Droué                                        | Droué                              | Schloss        | |      |
| Schloss La Ferté-Imbault Château de La Ferté-Imbault                  | La Ferté-Imbault                   | Schloss        | |      |
| Schloss Les Fontaines Château des Fontaines                           | Saint-Ouen                         | Schloss        | |      |
| Schloss Fougères-sur-Bièvre Château de Fougères-sur-Bièvre            | Fougères-sur-Bièvre                | Schloss        | |      |
| Schloss Le Fresne Château du Fresne                                   | Authon                             | Schloss        | |      |
| Burg Fréteval Château de Fréteval                                     | Fréteval                           | Burg           | Ruine |      |
| Schloss La Grillère Château la Grillère                               | Vouzon                             | Schloss        | |      |
| Schloss Grotteaux Château des Grotteaux                               | Huisseau-sur-Cosson                | Schloss        | |      |
| Schloss Le Gué-Mulon Château du Gué-Mulon                             | Neung-sur-Beuvron                  | Schloss        | |      |
| Schloss Le Gué-Péan Château du Gué-Péan                               | Monthou-sur-Cher                   | Schloss        | |      |
| Schloss Herbault Château d'Herbault                                   | Neuvy                              | Schloss        | |      |
| Schloss Herbilly Château d'Herbilly                                   | Mer                                | Schloss        | |      |
| Schloss Launoy Château de Launoy                                      | Souvigny-en-Sologne                | Schloss        | |      |
| Burg Lavardin Château de Lavardin                                     | Lavardin                           | Burg           | Ruine |      |
| Schloss Marcheval Château de Marcheval                                | Neung-sur-Beuvron                  | Schloss        | |      |
| Burg Matval Château de Matval                                         | Bonneveau                          | Burg           | |      |
| Schloss Menars Château de Menars                                      | Menars                             | Schloss        | |      |
| Burg Montoire-sur-le-Loir Château de Montoire-sur-le-Loir             | Montoire-sur-le-Loir               | Burg           | Ruine |      |
| Burg Montrichard Château de Montrichard                               | Montrichard                        | Burg           | Ruine |      |
| Schloss Le Moulin Château du Moulin                                   | Lassay-sur-Croisne                 | Schloss        | |      |
| Schloss Moulins Château de Moulins                                    | Landes-le-Gaulois                  | Schloss        | |      |
| Schloss Nanteuil Château de Nanteuil                                  | Huisseau-sur-Cosson                | Schloss        | |      |
| Schloss Orties Château d'Orties                                       | Salbris                            | Schloss        | |      |
| Schloss La Pigeonnière Château de la Pigeonnière                      | Chailles                           | Schloss        | |      |
| Schloss Le Plessis-Fortia Château du Plessis-Fortia                   | Huisseau-en-Beauce                 | Schloss        | |      |
| Schloss Le Plessis-Villelouet Château du Plessis-Villelouet           | Chailles                           | Schloss        | |      |
| Schloss La Possonnière Château de la Possonnière (Château de Ronsard) | Couture-sur-Loir                   | Schloss        | |      |
| Schloss Le Puys Château du Puys                                       | Vouzon                             | Schloss        | |      |
| Schloss Rivaulde Château de Rivaulde                                  | Salbris                            | Schloss        | |      |
| Schloss Rochambeau Château de Rochambeau                              | Thoré-la-Rochette                  | Schloss        | |      |
| Schloss Les Ruets Château des Ruets                                   | Vouzon                             | Schloss        | |      |
| Schloss Saint-Agil Château de Saint-Agil                              | Saint-Agil                         | Schloss        | |      |
| Schloss Saint-Aignan Château de Saint-Aignan                          | Saint-Aignan                       | Schloss        | |      |
| Schloss Saint-Denis-sur-Loire Château de Saint-Denis-sur-Loire        | Saint-Denis-sur-Loire              | Schloss        | |      |
| Schloss Saint-Martin Château de Saint-Martin                          | Landes-le-Gaulois                  | Schloss        | |      |
| Schloss Saint-Ouen Château de Saint-Ouen                              | Saint-Ouen                         | Schloss        | |      |
| Schloss Selles Château de Selles-sur-Cher                             | Selles-sur-Cher                    | Schloss        | Nur in Teilen erhalten |      |
| Schloss Talcy Château de Talcy                                        | Talcy                              | Schloss        | |      |
| Schloss La Touchette Château de La Touchette                          | Neung-sur-Beuvron                  | Schloss        | |      |
| Schloss Troussay Château de Troussay                                  | Cheverny                           | Schloss        | Eines der kleinsten Loire-Schlösser |      |
| Burg Vendôme Château de Vendôme                                       | Vendôme                            | Burg           | Ruine, die Stadt Vendôme und ihre Burg waren häufig umkämpft. |      |
| Schloss Villebourgeon Château de Villebourgeon                        | Neung-sur-Beuvron                  | Schloss        | |      |
| Schloss Villemorant Château de Villemorant                            | Neung-sur-Beuvron                  | Schloss        | |      |
| Schloss Villesavin Château de Villesavin                              | Tour-en-Sologne                    | Schloss        | |      |